# The Conversation
|  | Denne artikel omhandler netmediet The Conversation. For den amerikanske thrillerfilm The Conversation fra 1974 se Aflytningen. |
The Conversation er et netmedie eller snarere et netværk af nonprofitmedier, skrevet af forskere og tilsvarende eksperter indenfor deres felt. Mediet offentliggør nyheder og forskningsrapporter online med ledsagende ekspertopinion og analyse. Artiklerne skrives under en Creative Commons-licens, hvilket giver mulighed for genbrug uden ændringer. Copyright-betingelser for billeder er normalt anført i The Conversations billedtekster. Netmediets model er blevet beskrevet som forklarende journalistik og som et "Reuters Bureau" for forskere.
Websitet blev lanceret i Australien i marts 2011. Det er siden ekspanderet globalt med en række lokale udgaver fra hele verden. Hver regional eller national udgave af The Conversation er en uafhængig non-profit-organisation finansieret af forskellige kilder som universiteter, myndigheder, fonde, virksomheder og donationer fra læserne.
I september 2019 oplyste The Conversation, at mediet havde et månedligt onlinepublikum på 10,7 millioner brugere og en samlet rækkevidde på 40 millioner mennesker, når genudgivelser i andre medier taltes med. Sitet havde over 150 fuldtidsansatte i 2020.
Mediet bruges også af danske forskere til populær formidling af deres fagområde på linje med aviskronikker eller artikler på Videnskab.dk.

## Historie

### Lancering
The Conversation blev stiftet af Andrew Jaspan og Jack Rejtman, og blev lanceret i Australien i marts 2011.
Jaspan diskuterede for første gang The Conversation's koncept i 2009 med Glyn Davis, vicekansler ved University of Melbourne. Jaspan skrev en rapport til universitetets kommunikationsafdeling om universitetets engagement med offentligheden, idet han forestillede sig universitetet som "et kæmpe nyhedsrum", hvor akademikere og forskere skulle samarbejde om at levere ekspertviden, der beskæftiger sig med vigtige aktuelle spørgsmål. Denne vision blev begyndelsen på The Conversation.
Jaspan og Rejtman fik økonomisk støtte fra Melbourne University i midten af 2009 og dermed tid til at udvikle forretningsmodellen. I februar 2010 havde de udviklet deres model, branding og forretningsidentitet, som de præsenterede for potentielle partnere via et informationsmemorandum i februar 2010.
Grundlæggerne sikrede 10 millioner dollars i finansiering fra fire universiteter (Melbourne, Monash, Australian National University og University of Western Australia), CSIRO, Victorias delstatsregering, den australske forbundsregering og Commonwealth Bank of Australia. Conversation Media Group åbnede sit kontor i Carlton i november 2010 med et lille team og blev åbnet for offentligheden i marts 2011.

### Andrew Jaspans afgang
I marts 2017 trådte Andrew Jaspan tilbage som administrerende direktør og redaktør, seks måneder efter at han var blevet sendt på tvungen ferie efter klager fra personale i Melbourne om hans ledelsesstil. Ledelsen for de britiske, amerikanske og afrikanske kontorer skrev også et mistillidsbrev til Conversation Media Group, hvor de bad om, at Jaspan ikke fik en aktiv rolle i fremtiden.

## Indhold
Websitets artikler er skrevet af forskere indenfor deres respektive fagområder. Bortset fra i helt særlige tilfælde offentliggør websitet kun artikler af "akademikere, der er ansat af eller på anden måde formelt forbundet med akkrediterede institutioner, herunder universiteter og akkrediterede forskningsinstitutioner".:8  Forskerne enten pitcher emner eller bliver specifikt bedt om at skrive om et emne, hvor de er ekspert, herunder artikler om aktuelle begivenheder. The Conversations kernepersonale redigerer derefter disse artikler, hvilket sikrer en balance mellem akademisk præcision og tilgængelighed for læseren. Redaktører, der arbejder for webstedet, har ofte tidligere erfaring med at arbejde for traditionelle nyhedsvirksomheder. De oprindelige forfattere gennemgår derefter den redigerede version. Emnerne omfatter politik, samfund, sundhed, videnskab og miljø. Forfatterne er forpligtet til at fortælle om interessekonflikter.   Alle artikler udgives under en Creative Commons Attribution/No derivatives licens.

### Faktatjek
Webstedet offentliggør ofte faktatjek, der er foretaget af akademikere fra store universiteter, derefter blind-fagfællebedømt af en anden akademiker, der kommenterer nøjagtigheden af faktatjekket.
I 2016 blev The Conversations faktatjek-enhed akkrediteret af International Fact-Checking Network, en sammenslutning af faktatjekkere, der har hovedkvarter ved Poynter Institute i USA. Evalueringskriterierne kræver upartiskhed, retfærdighed, gennemsigtig finansiering, kilder og metoder samt en forpligtelse til åbne og ærlige berigtigelser.

## Internationale udgaver
Fra sin første udgave i Melbourne, Australien, har The Conversation udvidet sig til et globalt netværk af otte udgaver, der opererer på flere sprog. Hver udgave af The Conversation har et unikt indholdssæt, chefredaktør og rådgivende råd.
Dette omfatter udvidelser til Storbritannien i 2013, USA i 2014, Afrika og Frankrig i 2015, Canada, Indonesien og New Zealand i 2017 og Spanien i 2018. Netmediet har også en international stab.
| Udgave         | Året for lanceringen | Redaktør          | Forvaltning                                             | Antal redaktører |
| -------------- | -------------------- | ----------------- | ------------------------------------------------------- | ---------------- |
| Australien     | 2011                 | Misha Ketchell    | Lisa Watts (CEO)                                        | 24               |
| Storbritannien | 2013                 | Jo Adetunji       | Chris Waiting (CEO)                                     | 23               |
| USA            | 2014                 | Beth Daley        | Bruce Wilson (Chief Innovation and Development Officer) | 17               |
| Afrika         | 2015                 | Caroline Southey  | Alexandra Storey (general manager) (generaldirektør)    | 13               |
| Frankrig       | 2015                 | Fabrice Rousselot | Caroline Nourry (direktør)                              | 12               |
| Canada         | 2017                 | Scott White       |                                                         | 9                |
| Indonesien     | 2017                 | Prodita Sabarini  |                                                         | 7                |
| New Zealand    | 2017                 | Veronika Meduna   |                                                         |                  |
| Spanien        | 2018                 | Rafael Sarralde   | Miguel Castro (generalsekretær)                         | 8                |

Over hele netværket er historier, der er bestilt af The Conversation, nu genudgivet i 90 lande, på 23 sprog, og læses mere end 40 millioner gange om måneden.
The Conversation er blevet beskrevet i tidsskriftet Public Understanding of Science som "en blanding af videnskabelig kommunikation, videnskabelig formidling og videnskabsjournalistik, og et møde mellem videnskabens og journalistikkens professionelle verdener".